# Ichthydium malleum
Ichthydium malleum is een buikharige uit de familie Chaetonotidae. Het dier komt uit het geslacht Ichthydium. Ichthydium malleum werd in 1989 voor het eerst wetenschappelijk beschreven door Schwank. 